# Rimini Plaza
Rimini Plaza este un hotel de patru stele din Cluj-Napoca.
A fost cumpărat de omul de afaceri Arpad Paszkany în anul 2009.
Hotelul are o suprafață de 3.200 de metri pătrați, 43 de camere, teren de sport, un restaurant și un bar, pe un teren de 2.800 de metri pătrați.